# إم نينآلو
إم نينآلو (بالعبرية: אם ננעלו) قصيدة عبرية ألفها الحاخام اليمني سالم الشبزي في القرن السابع عشر التي تحولت إلى أغنية لاحقا وتغنت بها المغنية الإسرائيلية عوفرة حازة.